# Скидан, Геннадий Викторович
Генна́дий Ви́кторович Ски́дан (укр. Геннадій Вікторович Скідан; род. 24 июля 1973, Симферополь) — украинский футболист, полузащитник.
Становился победителем чемпионата Молдавии 1997. В высшей лиге Украины провёл 53 матча. В составе СК «Николаев» — победитель, лучший бомбардир и лучший игрок первой лиги чемпионата Украины 1997/98.

## Игровая карьера
По собственным словам футболиста, «путёвку в футбол» ему дал Анатолий Николаевич Заяев. Под его руководством Скидан играл в «Таврии», кишинёвском «Конструкторуле», «Николаеве», «Прикарпатье» и «Полесье» — в пяти из восьми своих профессиональных команд. Период между 1993 и 1995 годами пропустил из-за травмы. Наиболее успешным периодом карьеры Скидана являются сезоны 1996/97 и
1997/98, когда полузащитник поочерёдно стал победителем чемпионата Молдавии, а затем — первой украинской лиги и её лучшим бомбардиром.

## Достижения
«Конструкторул»
- Чемпион Молдавии: 1996/97.

СК «Николаев»
- Победитель Первой лиги Украины: 1997/98.
- Лучший бомбардир Первой лиги Украины: 1997/98.
- Лучший игрок первой лиги по версии газеты «Команда»: 1997/98.